# 大津皇子
大津皇子（おおつのみこ）は、天武天皇の皇子。母は天智天皇皇女の大田皇女。同母姉に大来皇女。妃は天智天皇皇女の山辺皇女。

## 生涯
663年（天智天皇2年）、九州の那大津で誕生。『日本書紀』によれば天武天皇の第3皇子とされる（『懐風藻』では長子とされる）。
『懐風藻』によると「状貌魁梧、器宇峻遠、幼年にして学を好み、博覧にしてよく文を属す。壮なるにおよびて武を愛し、多力にしてよく剣を撃つ。性すこぶる放蕩にして、法度に拘わらず、節を降して士を礼す。これによりて人多く付託す」（体格や容姿が逞しく、寛大。幼い頃から学問を好み、書物をよく読み、その知識は深く、見事な文章を書いた。成人してからは、武芸を好み、巧みに剣を扱った。その人柄は、自由気ままで、規則にこだわらず、皇子でありながら謙虚な態度をとり、人士を厚く遇した。このため、大津皇子の人柄を慕う、多くの人々の信望を集めた）とある。『日本書紀』にもおなじ趣旨の讃辞が述べられており、抜群の人物と認められていたようである。
母の大田皇女は、天智天皇の皇女で鵜野讃良皇后（後の持統天皇）の姉にあたり、順当にいけば皇后になりえたが、大津が4歳頃の時に薨去し、姉の大来皇女も斎宮とされたため、大津には後ろ盾が乏しかった。そのため、異母兄の草壁皇子が681年（天武天皇10年）に皇太子となった。
683年（天武天皇12年）2月に朝廷の政治に参加。この「始聴朝政」という大津の政治参加を示す文句については様々なとらえ方があるが、『続日本紀』に皇太子である首親王（聖武天皇）の政治参加におなじ用語を使っていることからみると、草壁と匹敵する立場に立ったと理解するのが妥当だと思われる。しかし、当時まだ年少だった長皇子・舎人親王などを除けば、血統的に草壁と互角だった大津の政治参加は、一応は明確になっていた草壁への皇位継承が半ば白紙化した事を意味した。
686年（朱鳥元年）9月に天武天皇が崩御すると、同年10月2日に親友の川島皇子の密告により、謀反の意有りとされて捕えられ、翌日に磐余（）にある訳語田（）の自邸にて自害した。享年24。
『日本書紀』には妃の山辺皇女が殉死したとしている。また、『万葉集』の題詞には薨去の直前に、姉である大来皇女が斎王を務めている伊勢神宮へ向かったとある。

## 謀反や薨去に関する論争
大津皇子の謀反にかかわる内容のうち、川島皇子の密告については都倉義孝などによる虚構を主張する論者もある。また、謀反の内実については和田萃のように、天皇の殯宮で皇太子を謗（）るような発言をしたのではないかとする見方があり、岡田精司のように伊勢神宮への参拝が禁忌にふれたのではないかとする理解もある。ただし、この伊勢行きに関しては、『万葉集』以外によるべき史料がなく、そもそもそれ自体虚構ではないかとする説もある。謀反の内実についても、それを伝える確かな史料はない。
『万葉集』と『懐風藻』に辞世が残っているが、上代文学にはほとんど辞世の作が残らないこと、また『懐風藻』の詩については陳の後主の詩に類似の表現があることなどから、小島憲之や中西進らによって皇子の作ではなく、彼に同情した後人の仮託の作であろうとの理解がなされており、学会レベルではこの説も支持されることが多い。
事件の背景には、鵜野讃良皇后の意向があったとする見方が有力である（直木孝次郎）。

## 大津皇子に関する歌
- 万葉集巻第2　105〜106番（姉の大来皇女に会うために伊勢神宮に下向した時に大来皇女が作った歌）
  - わが背子を大和に遣るとさ夜深けて　暁（あかとき）露にわが立ち濡れし
  - 二人行けど行き過ぎ難き秋山を　いかにか君が独り越ゆらむ

- 万葉集巻第2　107〜109番（石川郎女との相聞歌）
  - あしひきの山のしづくに妹待つと　我立ち濡れぬ山のしづくに
  - 吾を待つと君が濡れけむあしひきの　山のしづくにならましものを
  - 大船の津守の占に告らむとは　まさしく知りて我が二人寝し

- 万葉集巻第2　163〜164番（処刑後、大来皇女が退下・帰京途上で作った歌）
  - 神風の伊勢の国にもあらましを　なにしか来けむ君もあらなくに
  - 見まく欲（ほ）りわがする君もあらなくに　なにしか来けむ馬疲るるに

- 万葉集巻第2　165〜166番（二上山に移葬されたとき、大来皇女が作った歌）
  - うつそみの人なる我（われ）や明日よりは　二上山（ふたかみやま）を弟（いろせ）と我（あ）が見む
  - 磯の上に生ふる馬酔木を手折らめど　見すべき君がありと言はなくに

## 辞世

### 和歌
- ももづたふ磐余（いわれ）の池に鳴く鴨を今日のみ見てや雲隠りなむ
「雲隠る」は「死ぬ」の敬避表現であり自身に用いることは奇異であるため、偽作との見方があるが、自らを神と捉えるあえての自敬表現で本人の作とみなせるという意見もある[2]。ショスタコーヴィチが曲をつけていることでも知られる[注釈 1]。

### 漢詩
金烏臨西舎　（金烏　西舎に臨み）
鼓声催短命　（鼓声　短命を催す）
泉路無賓主　（泉路　賓主無し）
此夕誰家向　（この夕　誰が家にか向ふ）

## 墓

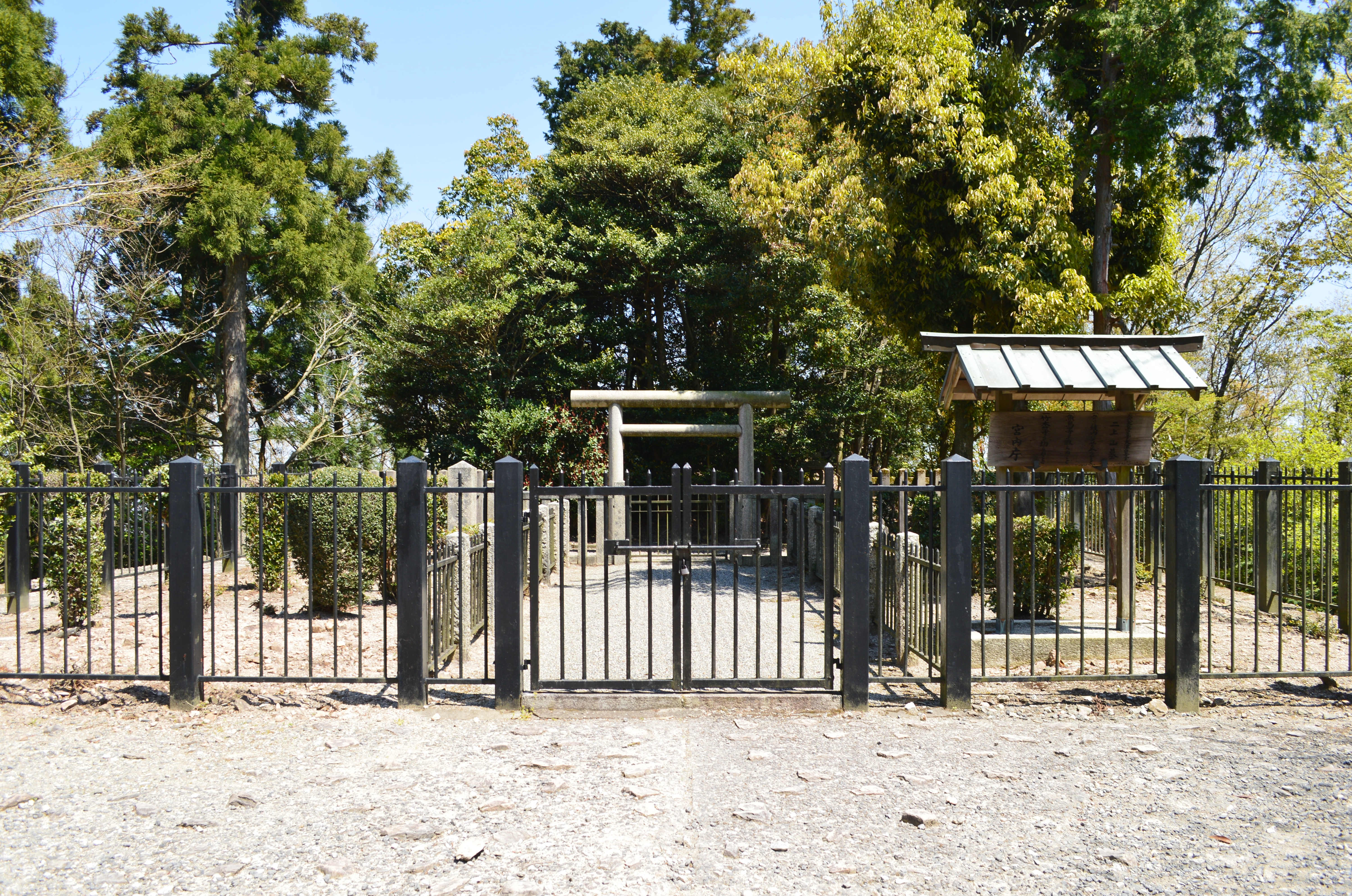
大津皇子 二上山墓
（奈良県葛城市）

大津皇子の墓は、宮内庁により奈良県葛城市染野の二上山雄岳山頂付近にある二上山墓（ふたかみやまのはか、北緯34度31分32.35秒 東経135度40分44.40秒 / 北緯34.5256528度 東経135.6790000度）に治定（）されている。宮内庁上の形式は円墳。
一方、近年では二上山山麓の鳥谷口古墳（奈良県葛城市染野）を真墓とする説も挙げられている。なお、奈良・薬師寺には大津皇子坐像＜奈良国立博物館寄託＞（重要文化財）が伝わっている。

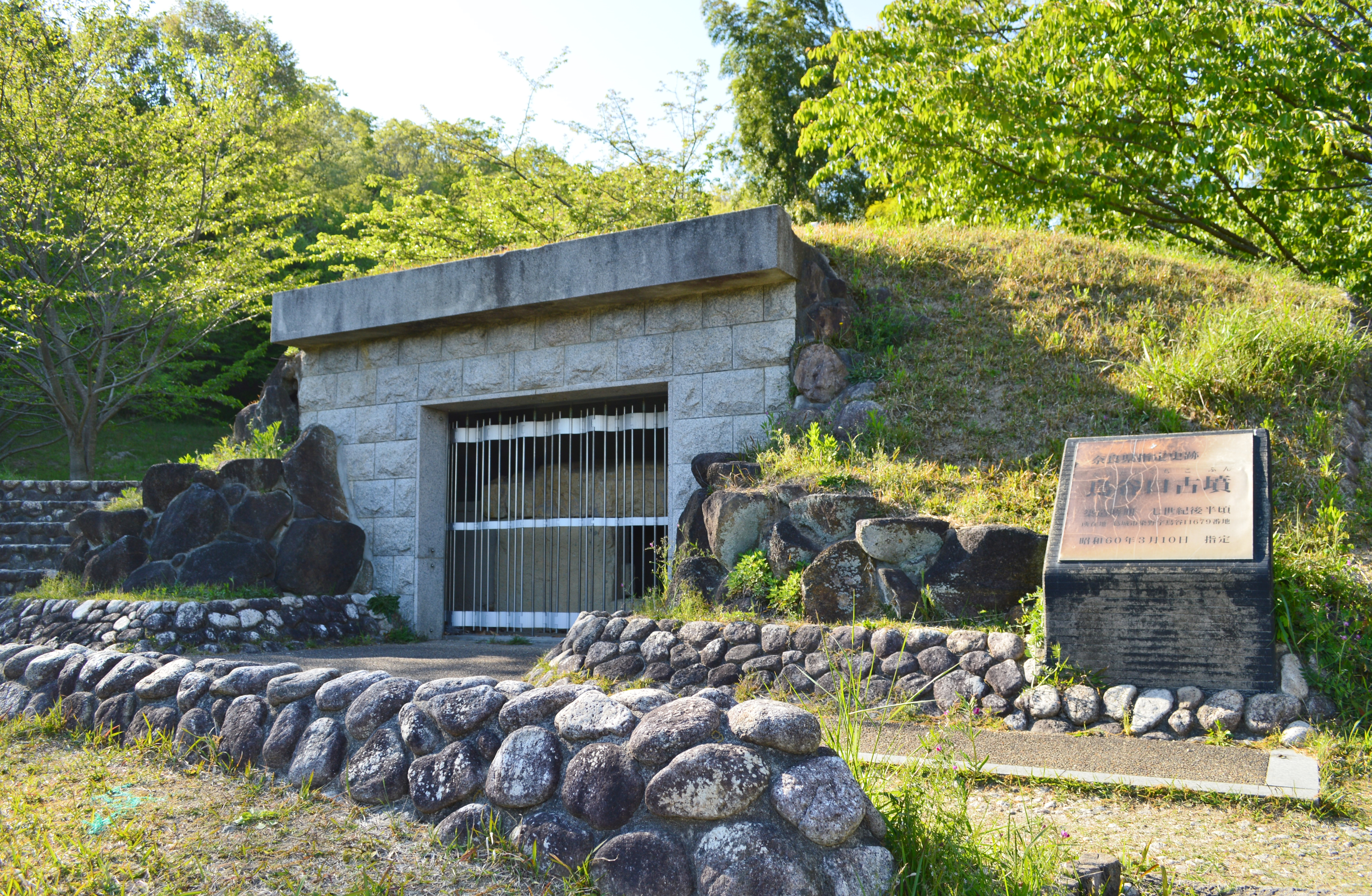
鳥谷口古墳

## 血縁
- 父：天武天皇
- 母：大田皇女（父：天智天皇）
- 同母姉：大伯皇女

- 妃：山辺皇女
  - 子：粟津王？

なお、この粟津王は豊原氏の祖とされるが、系図には矛盾点が多く、信憑性は薄い。

## 大津皇子を題材にした作品
評論作品
- 「青春の詩宗――大津皇子論」（蓮田善明、文藝文化 1938年11月号）

小説
- 『死者の書』（釈迢空）
- 『天翔る白日 小説大津皇子』（黒岩重吾）
- 『明日香の皇子』（内田康夫）
- 『宇宙皇子』（藤川桂介）
- 小説『大津皇子―二上山を弟（いろせ）と』（上島秀友）

漫画
- 『天上の虹』（里中満智子）
- 『変幻退魔夜行 カルラ舞う!』（永久保貴一）
- 『眉月の誓い』（長岡良子）